# Manuel Komnen (syn Andronika I)
Manuel Komnen (gr. Μανουήλ Κομνηνός, łac. Manouēl Komnēnos, ur. 1145, zm. 1185?) – syn Andronika I Komnena, cesarza bizantyjskiego.
Jego żoną była Rusudan, córka króla Gruzji Jerzego III. Ich dziećmi byli: Dawid I Wielki Komnen i Aleksy I Wielki Komnen, założyciele cesarstwa Trapezuntu. Po śmierci ojca w 1185 Manuel został oślepiony, zapewne zmarł w tym samym roku. Jego dzieci wychowały się dworze swojej ciotki, królowej Gruzji - Tamary.